# Paweł Kryszałowicz
Paweł Kryszałowicz (Słupsk, 23 juni 1974) is een Pools voormalig voetballer die speelde als aanvaller.

## Carrière
Kryszałowicz startte zijn carrière bij het lokale Gryf Słupsk waarmee hij promotie afdwong naar de derde klasse. Van 1994 tot 1995 speelde hij voor Zawisza Bydgoszcz om na een seizoen al over te stappen naar Amica Wronki waarmee hij drie jaar op rij de beker zou winnen. Hij stapte in 2001 over naar Eintracht Frankfurt waar hij in zijn eerste seizoen degradeerde uit de Bundesliga en speelde nog twee seizoenen voor de club.
Hij keerde in 2003 terug naar Amica Wronki waar hij nog drie seizoenen speelde alvorens te tekenen bij Wisła Kraków. Hij speelde nadien nog voor SV Wilhelmshaven en Gryf Słupsk.
Hij speelde 33 interlands voor Polen waarin hij tien keer kon scoren. Hij nam met de nationale ploeg deel aan het WK voetbal 2002.

## Erelijst
- Amica Wronki
  - Poolse voetbalbeker: 1998, 1999, 2000